# 博寧根

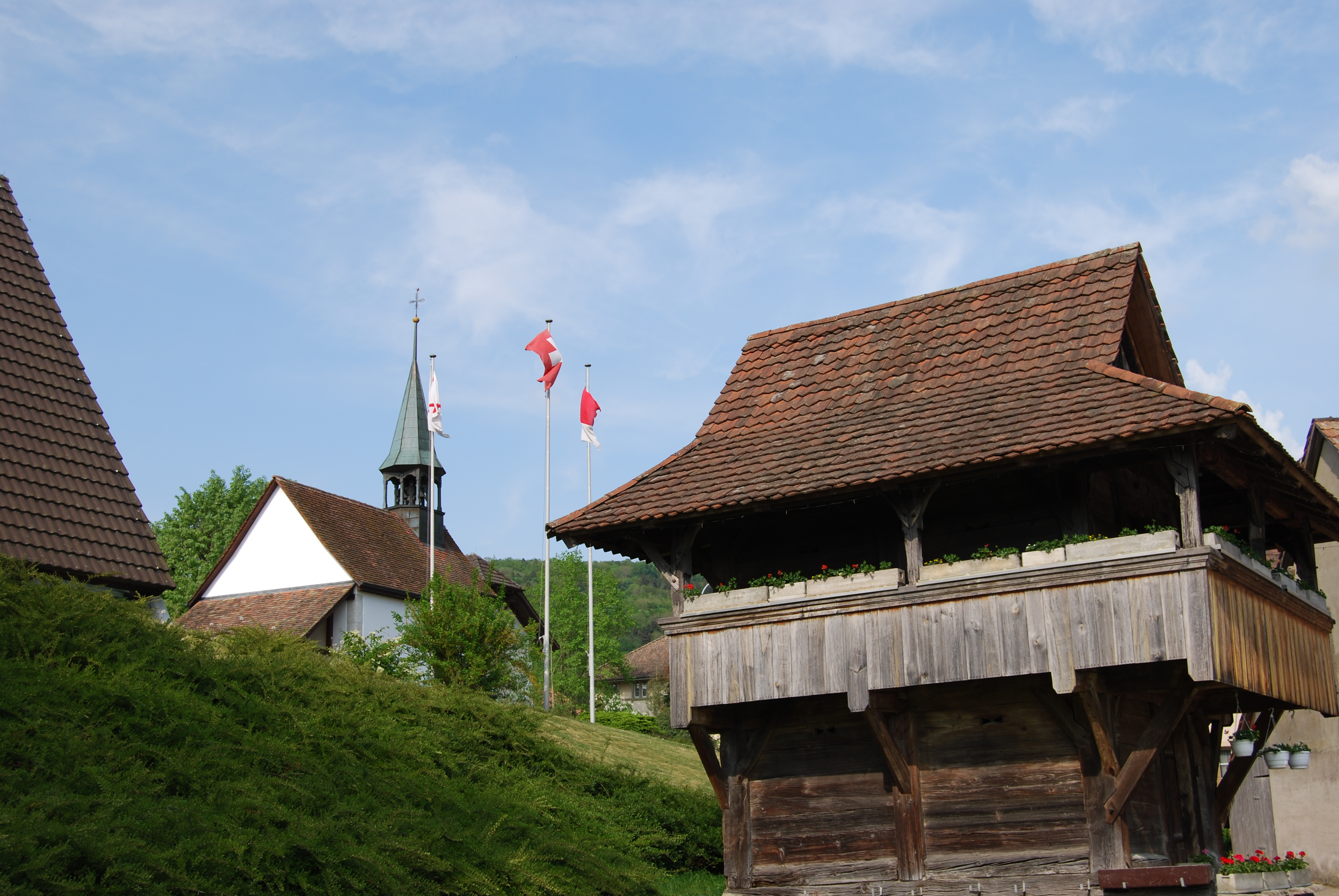

博寧根（Boningen）是瑞士索洛圖恩州的鎮，位於該國北部，面積2.78平方公里，海拔高度410米，2012年人口730，五成半人口信奉羅馬天主教，人口密度每平方公里263人。

## 外部連結
- Official website （页面存档备份，存于） （德文）